# Desa Wangkelang (administrativ by i Indonesien, Jawa Barat)
Desa Wangkelang är en administrativ by i Indonesien.   Den ligger i provinsen Jawa Barat, i den västra delen av landet, 200 km öster om huvudstaden Jakarta.